# Mohammed Ámín
Mohammed Ámín (arabul: حمد المُنتشري; Dzsidda, 1980. április 29. –) szaúd-arábiai válogatott labdarúgó.

## Pályafutása

### Klubcsapatban
1999 és 2009 között az El-Áttihád csapatában játszott, melynek tagjaként 2004-ben és 2005-ben megnyerte az AFC-bajnokok ligáját és öt bajnoki címet szerzett (2000, 2001, 2003, 2007, 2009). 2009 és 2010 között az El-Hazem, 2010 és 2011 között az El-Kádszíah játékosa volt. 

### A válogatottban
2003 és 2006 között 18 alkalommal játszott a szaúd-arábiai válogatottban és 3 gólt szerzett. Részt vett a 2006-os világbajnokságon.

## Sikerei, díjai
El-Ittihád
- Szaúd-arábiai bajnok (4): 1999–00, 2000–01, 2002–03, 2006–07, 2008–09
- AFC-bajnokok ligája győztes (2): 2004, 2005